# Conrad Bursian
Conrad Bursian, född 14 november 1830 i Mutzschen, Sachsen, död 21 september 1883 i München, var en tysk klassisk filolog. 
Bursian blev 1874 professor vid Münchens universitet. Hans huvudarbeten är Geographie von Griechenland (två band, 1862–1872) och Geschichte der klassischen Philologie in Deutschland (två band, 1883). Dessutom utgav han från 1874 Jahresbericht über die Fortschritte der klassischen Altertumswissenschaft.